# AussieBum
AussieBum – australijskie przedsiębiorstwo branży odzieżowej, produkujące bieliznę męską, stroje kąpielowe oraz odzież sportową.
Spółka została założona w 2001 roku przez Seana Ashby'ego. Kapitał założycielski wynosił 20 000 dolarów australijskich. W ciągu kilku lat wartość przedsiębiorstwa zwielokrotniła się – w 2005 roku AussieBum uzyskał roczny przychód na poziomie 5 mln AUD, w 2008 – 35 mln AUD.
Przedsiębiorstwo prowadzi sprzedaż głównie za pośrednictwem swojej strony internetowej. Produkty AussieBum dostępne są także w niektórych domach towarowych.